# Monts Zagros
Les monts Zagros (en persan رشته كوه زاگرس, Reschte-Kuh-e Zāgros, en kurde Çîyayên Zagrosê, en lori, كۆیەل زاگرۥۇس, en turc Zagros Dağları) sont une chaîne de montagnes s'étendant principalement dans l'Ouest de l'Iran, depuis le détroit d'Ormuz dans le golfe Persique jusqu'au haut-plateau arménien dans le Sud-Est de la Turquie en passant par le Nord-Est de l'Irak. Elle a une longueur totale de 1 600 kilomètres. Son point culminant se trouve dans le massif de Dena avec 4 409 mètres d'altitude.
Les rivières Zarineh et Simineh prennent leur source dans les monts Zagros, pour se jeter au nord dans le lac d'Ourmia.

## Histoire

### Premières occupations
Les monts Zagros présentent un riche héritage historique, témoin d'une occupation humaine remontant au Paléolithique inférieur. Les plus anciens vestiges humains mis au jour dans cette région appartiennent aux Néandertaliens et proviennent des grottes de Shanidar, de Bisitun et de Wezmeh. La grotte de Shanidar a livré les restes de dix Néandertaliens datés d'environ 65 000 à 35 000 ans. 
Les traces d'occupations du Paléolithique supérieur (Baradostien) et de l'Épipaléolithique (Zarzien) se retrouvent dans de nombreux autres sites : grottes de Yafteh et Kaldar près de Khorramabad, Warwasi et Malaverd près de Kermanshah, grotte Kenacheh au Kurdistan, grotte Boof dans le Fars, ainsi que dans divers abris sous roche.
Shanidar abrite également deux nécropoles « proto-néolithiques » plus récentes, dont l'une, vieille d'environ 10 600 ans, renferme les sépultures de 35 individus.

### Berceau de l'agriculture et de l'élevage
Les premiers signes d'agriculture apparaissent dès 9000 av. J.-C. dans les contreforts montagneux, faisant de cette région de l'Ouest de l'Iran l'un des centres primordiaux de domestication de nombreuses espèces végétales et animales. Les monts Zagros furent notamment le théâtre de la domestication de l'orge, probablement du blé amidonnier, de diverses légumineuses, et plus particulièrement des chèvres. 
La période néolithique acéramique (vers 9600 à 7000 av. J.-C.) livre certaines des premières preuves archéologiques de l'agriculture céréalière à son stade « pré-domestique » : le site de Chogha Golan témoigne de cette révolution agricole dès 9300 av. J.-C.. Parallèlement, l'élevage et la gestion des chèvres (Capra hircus) se développent vers 8200 av. J.-C., après la fin du refroidissement climatique du Dryas récent, sur les sites de Ganj Dareh et Tepe Abdul Hosein.
Les analyses génétiques rétrospectives d'ADN fossile révèlent un processus de domestication progressif : les populations humaines protégèrent d'abord les troupeaux de chèvres sauvages en éliminant leurs prédateurs, avant d'entreprendre leur élevage proprement dit. Bien que cette région soit aujourd'hui relativement aride, elle bénéficiait alors d'un climat plus verdoyant qui favorisa l'émergence de l'un des deux centres mondiaux connus de domestication caprine.
Certains de ces établissements primitifs évoluèrent pour devenir les futures cités d'Anshan et de Suse, tandis que Jarmo demeure l'un des sites archéologiques emblématiques de cette région. La viticulture y trouve également ses racines les plus anciennes : les sites de Hajji Firuz Tepe et Godin Tepe ont révélé des traces de stockage vinicole remontant à 3500-5400 av. J.-C.

### Apports de la génétique
L'analyse génétique d'un fragment d'os métatarsien découvert dans la grotte de Wezmeh et daté du Néolithique a révélé l'existence d'un groupe génétique jusqu'alors inconnu. Cet individu, porteur de l'haplogroupe Y-ADN G2b (branche G-Y37100) et de l'haplogroupe mitochondrial J1d6, présentait un phénotype caractérisé par des yeux bruns, une peau relativement foncée et des cheveux noirs. Bien que les populations néolithiques pré-indo-européennes d'Iran aient présenté une pigmentation réduite dans plusieurs gènes, cet individu ne contribua pas au patrimoine génétique des premiers agriculteurs européens ni des Européens contemporains. Il montre en revanche une parenté génétique étroite avec les zoroastriens iraniens actuels, puis avec les Persans, Baloutches, Brahouis, Kalash et Géorgiens. Cette découverte conduit Gallego-Llorente et ses collaborateurs (2016) à considérer les monts Zagros, aux côtés de Kotias peuplé par les chasseurs-cueilleurs du Caucase, comme une source probable d'ascendance eurasienne pour l'Asie centrale et méridionale, hypothèse étayée par les preuves archéologiques d'expansions néolithiques orientales depuis le Proche-Orient.

### Époque historique
À l'aube de l'Antiquité, le Zagros servit de berceau à diverses populations pré-indo-européennes : Hourrites, Gutis, Kassites, Élamites, Turukku et Lullubis, rejoints sur le versant occidental par des peuples sémitiques tels que les Assyriens et Amorrites. Ces groupes menèrent des incursions répétées contre les cités sumériennes, akkadiennes et assyriennes de Mésopotamie. La chaîne montagneuse constitue en effet une frontière naturelle majeure entre la plaine mésopotamienne de l'Irak actuel et le plateau iranien. Les interactions complexes de ces peuples au début du deuxième millénaire av. J.-C. sont documentées par une petite archive de tablettes d'argile découverte à Tell Shemshara, sur les rives du Petit Zab. Le site voisin de Tell Bazmusian témoigne quant à lui d'une occupation intermittente s'étalant de 5000 av. J.-C. à 800 apr. J.-C.

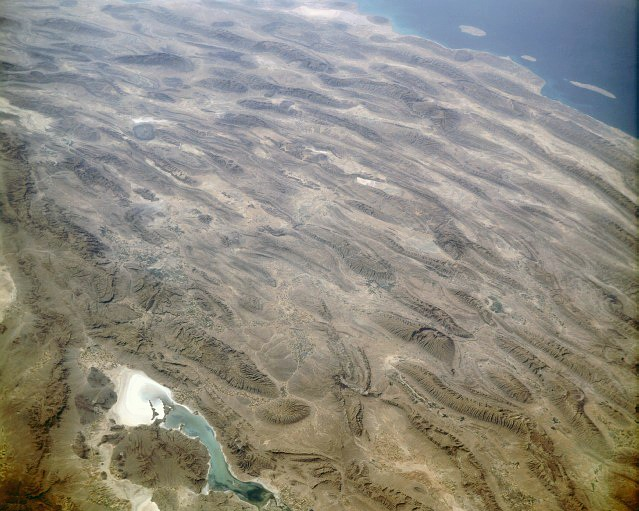
Vue satellite des monts Zagros en septembre 1992.

## Curiosités
On trouve, au sud des monts Zagros, des glaciers de sel dont le plus célèbre, la Kuh-e-Namak (persan : کوه نمک), ce qui signifie : « montagne de sel » en persan, est un dôme salin de près de 400 m de hauteur.